# Durandlijn

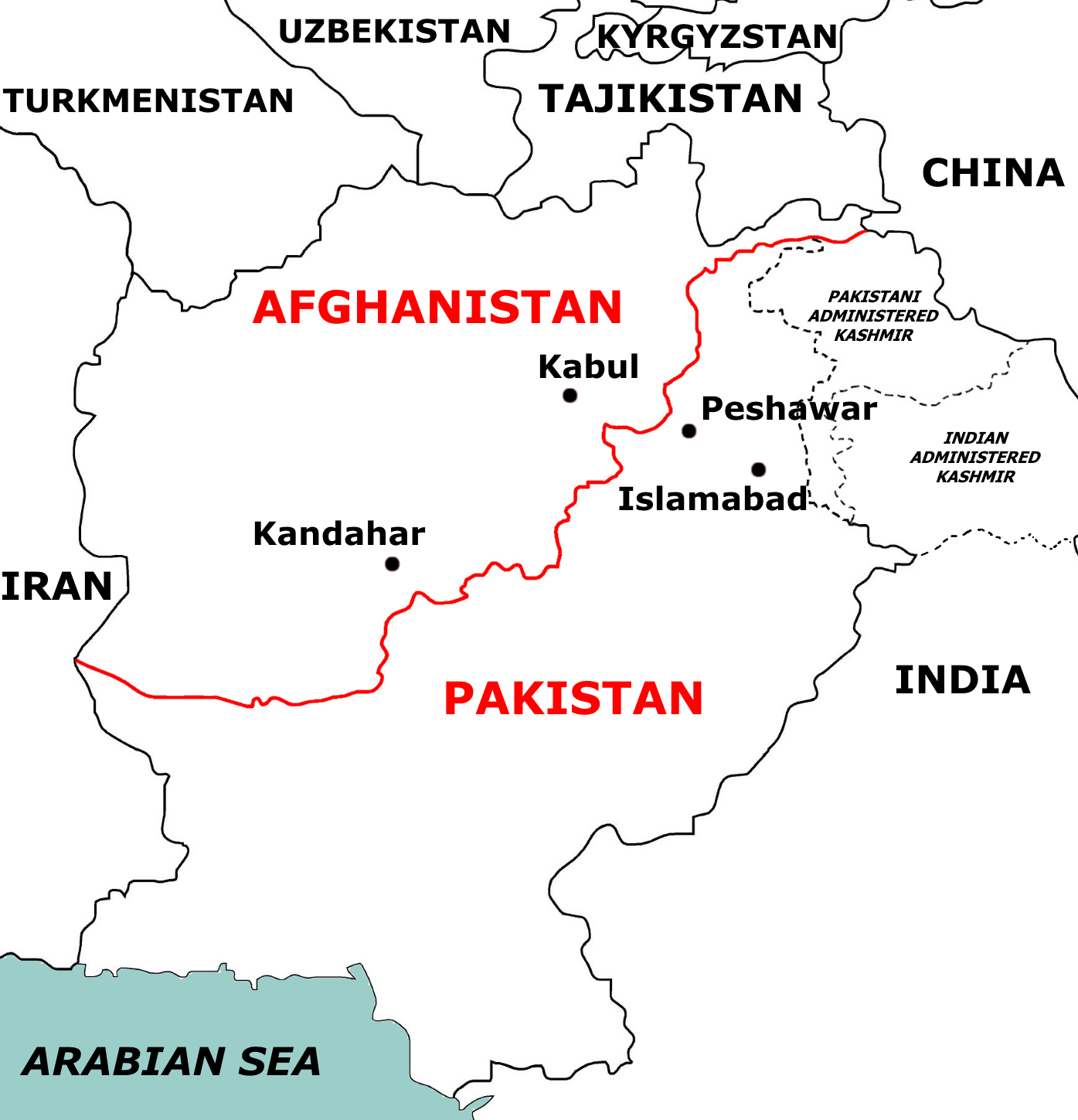
Verloop van de grens

De Durandlijn is de de facto-grens tussen Afghanistan en Pakistan.
De grens werd op 12 november 1893 in Kaboel overeengekomen tussen het Britse Rijk in de persoon van Mortimer Durand en Abdoer Rahman, de emir van Afghanistan. Hiermee kwam een einde aan de pogingen van de Britten vanuit India ook Afghanistan te onderwerpen. Een van de veldtochten was beschreven door de latere Britse politicus Winston Churchill in zijn boek The Story of the Malakand Field Force - An Episode of Frontier War
Na de onafhankelijkheid van Pakistan en India bleef dit in elk geval de facto de grens tussen Afghanistan en Pakistan. De huidige regering van Afghanistan stelt zich echter op het standpunt dat het een demarcatie betrof die destijds werd opgelegd door de Britten, toen die nog heersten over de toenmalige kolonie Brits-Indië, en dat er thans nog een werkelijke overeenstemming tussen beide staten dient te worden bereikt. In 2016 werden hierover door delegaties van beide landen bilaterale besprekingen geopend. Dit gebeurde nadat Pakistan in juni 2016 bij de grensovergang Torkham was begonnen met de bouw van de Bab-e-Pakistan, een grenscontrolepost die begin augustus 2016 in gebruik werd genomen. Bij schermutselingen die bij de bouw plaatsvonden, vielen vele gewonden en werd een Pakistaanse officier gedood.

## meer lezen
- History and arguments on the Durand Line